# The Mystick Krewe of Clearlight
The Mystick Krewe of Clearlight è un gruppo musicale strumentale progressive rock statunitense formatosi a New Orleans, Louisiana.

## Storia
La band è stata formata nel 1996 come progetto parallelo da parte di diversi musicisti della scena di New Orleans, provenienti da band quali Eyehategod, Down e Crowbar. La band permetteva ai suoi membri di esplorare territori diversi dal metal delle loro band di origine.
Dopo un periodo di concerti tenuti principalmente a New Orleans, la Mystick Krewe of Clearlight ha pubblicato il disco d'esordio omonimo nel 2000 per Tee Pee Records.
Nel 2001 esce The Father, the Son and the Holy Smoke, uno split con gli Acid King per Man's Ruin Records, con ospite Scott "Wino" Weinrich (Saint Vitus, The Obsessed, Spirit Caravan, The Hidden Hand) alla voce. Lo stesso anno esce uno split che vede The Mystick Krewe of Clearlight e The Obsessed suonare cover dei Lynyrd Skynyrd. La Mystick Krewe esegue "Cheatin Woman" con Pepper Keenan (Corrosion of Conformity e Down) alla voce.
Hanno inoltre partecipato a compilation quali Inhale e High Volume: The Stoner Rock Collection.

## Formazione
- Jimmy Bower - chitarra
- Paul Webb - chitarra
- Andy Shepherd - basso
- Joey Lacaze - batteria
- Ross Karpelman - organo elettrico

## Discografia

### Album
- The Mystick Krewe of Clearlight LP/CD (2000 Tee Pee Records)
- The Father, the Son and the Holy Smoke split CD con gli Acid King (2001 Man's Ruin Records)

### Singles
- Split 7" con The Obsessed (entrambi i lati presentano cover dei Lynyrd Skynyrd) (2001)

### Compilation
- "Railhead" su Inhale CD (2000 Spitfire Records)
- "Electrode" su Guerrilla Jukebox Vol 1 CD (2003 Tee Pee Records)
- "Ride Out" su High Volume: The Stoner Rock Collection CD (2004 High Times Records)